# Август Фердинанд фон дер Шуленбург
Август Фердинанд фон дер Шуленбург (на немски: August Ferdinand von der Schulenburg; * 11 септември 1729; † 1787) е благородник от род фон дер Шуленбург и пруски генерал-майор.

## Биография
Той е син на е на Левин Дитрих фон дер Шуленбург (1678 – 1743) и съпругата му Катарина София фон дер Асебург (1686 – 1780). Внук е на Дитрих Херман I фон дер Шуленбург (1638 – 1693) и фрайин Амалия фон дер Шуленбург (1643 – 1713), дъщеря на фрайхер Ахац II фон дер Шуленбург (1610 – 1680) и София Хедвиг фон Велтхайм (1607 – 1667). Потомък е на Вернер IV фон дер Шуленбург († сл. 1372) и на рицар Вернер II фон дер Шуленбург († сл. 1304). Брат му Левин Рудоф фон дер Шуленбург (1727 – 1788) е пруски военен министър.
Август Фердинанд започва военна кариера и става офицер в пруската войска. От 1761 г. той служи като майор и на 2 юни 1774 г. е повишен на полковник-лейтенант. От 1783 г. води наречения на него „Хузаренрегимент Нр. 8“. Той участва в 3. Силезийска война и крал Фридрих II го прави генерал-лейтенант. На 6 август 1778 г. е награден с ордена Pour le Mérite, понеже се отличава във войската на кралския брат принц Хайнрих Пруски.
Шуленбург става през юни 1786 г. генерал-майор. След напускането на войската той се занимава с наследствените си собственоти в Алтмарк.

## Фамилия
Август Фердинанд фон дер Шуленбург се жени на 14 август 1767 г. за Кристиана Вилхелмина фон Аймбек (* 11 ноември 1741; † 1785), дъщеря на Томас Валентин фон Аймбек, господар на Бреч, Примерн, Девитц, Друзедау (1712 – 1745) и съпругата му, неговата сестра Шарлота Клара Елизабет фон дер Шуленбург (1719 – 1788). Те имат децата:
- Юлия Шарлота Елизабет (* 1763; † 23 януари 1814), омъжена 1788 г. за Карл фон Камеке (1763 – 1842), пруски генерал-лейтенант
- Хайнрих Вилхелм Фердинанд (1766 – 1832), женен за Фридерика Мария Пфлугхаупт (1765 – 1832)
- Леополд Вилхелм фон дер Шуленбург (* 28 август 1772, Кремцов; † 19 август 1838, Примерн), пруски съветник, рицар на ордена Pour le Mérite, женен на 23 май 1805 г. за Юлиана Шарлота фон Кирхбах (* 4 март 1785, Зелка, окр. Алтенбург; † 16 май 1873, Бетцендорф)